# دوجین (واحد شمارش اشیا)
دوجین، یا تلفظ درست‌تر دوزین، یک یکای شمارش اجسام و اشیا است که به تعداد ۱۲ واحد از هر چیزی بیان می‌گردد.

## واژه‌شناسی
دوجین از زبان فرانسوی وارد ادبیات عمومی جهان گردیده‌است. دوجین یک رابط شماری در زبان فرانسوی کهن است که به صورت douzaine نوشته می‌شده‌است. اما همین واژه نیز ریشه‌ای هندواروپایی دارد. در زبان لاتین، duodĕcim بوده‌است و ریشه مشترک حتی در نزدیکی عدد دوازده در فارسی نیز مشخص است.
گاهی در ادبیات بازار در ایران، دوجین را ۱۲ واحد و جین را ۶ واحد می‌خوانند که  غلط مصطلح است و برای ۶ واحد نیم‌دوجین صحیح است.

## دوجین نانوا
دوجین نانوا عدد ۱۳ است، یکی بیشتر از واحد استاندارد. امروزه گسترده ترین کاربرد دوجین نانوا به سادگی برای اشاره به گروهی از سیزده شی است (اغلب کالاهای پخته شده). در طول چند قرن اخیر این اصطلاح معانی متفاوتی داشته است.
در انگلستان، نانوایان موظف بودند کالای خود را با وزن یا کیفیت خاص (یا یک وزن متوسط خاص) به خریداران عرضه کنند. نانوایانی که این شرط را رعایت نمی‌کردند، به جریمه نقدی و یا شلاق محکوم می‌شدند. بنابراین برای جلوگیری از خطر این مجازات، برخی از نانوایان یک واحد اضافی را نیز در نظر گرفتند تا اطمینان حاصل کنند که حداقل وزن را برآورده کرده‌اند، و مجموع آن را به ۱۳ واحد یا آنچه که امروزه به طور معمول به عنوان دوجین نانوا معروف است، می‌رساندند.